# Зачарованные (сезон 1)
Первый сезон американского телесериала «Зачарованные» выходил на телеканале The WB с 7 октября 1998 года по 26 мая 1999 года. В 2001 году первый сезон в России показывался на СТС.

## Сюжет
Две сестры Прю Холливелл и Пайпер Холливелл живут в старом викторианском особняке их покойной бабушки. Они и представить себе не могли, что их жизнь поменяется, когда приедет их младшая сестра Фиби Холливелл из Нью-Йорка. Случайно найдя магическую доску-медиум в подвале, две сестры Пайпер и Фиби в шутку начинают спиритический сеанс, но неожиданно указатель сам по себе задвигался и указал сёстрам слово «Чердак». Не дожидаясь, пока слесарь отворит дверь на чердак, этой же ночью Фиби идёт туда. Найдя там волшебную «Книгу Таинств», она произносит заклинание, которое наделяет сестёр магическим даром: Прю — телекинезом, Пайпер — способностью останавливать время, а Фиби — предвидением. Древняя легенда гласит о «Зачарованных», как о потомках сильной ведьмы Мелинды Уоррен, самых могущественных ведьмах, защитниках невинных и борцах с тёмными силами. Новые враги не остановятся ни перед чем, чтобы их уничтожить. Но против зла у сестёр Холливелл есть оружие — их волшебная сила.
На этом сюрпризы, постигшие сестёр Холливелл, не закончились. Парень Пайпер оказывается злым демоном, который убивает ведьм и забирает у них магический дар. Поняв, что от судьбы не уйдёшь, сёстры Холливелл с трудом уничтожают его. Вскоре после этого Прю идёт устраиваться на работу в аукционный дом Баклэнд. Её начальники Рекс Баклэнд и Ханна Вебстер оказываются посланниками Дьявола, которые обманом чуть не получают способности сестёр. Вернуть магию в кровь Зачарованных помогает Лео Уайатт — белый Хранитель, защищающий добрых ведьм от Зла. Он замаскировался под мастера и ремонтировал особняк сестёр. На случайном «проколе» сёстры узнают о его секрете, кроме того, Пайпер влюбляется в него. Пайпер устраивается работать менеджером в ресторан, откуда в итоге уходит. Фиби так и не смогла найти работу, хотя временно и работала в Баклэнде, в агентстве по недвижимости. В первой же серии Прю встречает своего бывшего школьного парня. Он — коп. Сёстры таинственно фигурируют во всех его нераскрытых делах, Энди начинает проявлять интерес к сёстрам и узнаёт их тайну. Знание тайны Зачарованных приводит к трагическим последствиям: Энди погибает от руки демона, который маскировался под обличье инспектора ФБР Родригеса. Прю очень подавлена из-за гибели любимого. Смерть Энди сплотила его напарника Деррила Морриса и сестёр. Множество демонов Зачарованные уничтожили за год, но они не подозревают, что ждёт их впереди…

## В ролях

### Основной состав
- Шеннен Доэрти — Прю Холливелл (22 эпизода)
- Холли Мари Комбс — Пайпер Холливелл (22 эпизода)
- Алисса Милано — Фиби Холливелл (22 эпизода)
- Тед Кинг — Энди Трюдо (21 эпизод)
- Дориан Грегори — Деррил Моррис (14 эпизодов)

### Второстепенный состав
- Брайан Краузе — Лео Уайатт (7 эпизодов)
- Нил Робертс — Рекс Бакленд (6 эпизодов)
- Ли-Эллин Бейкер — Ханна Уэбстер (5 эпизодов)
- Кристин Роуз — Клэр Прайс (5 эпизодов)
- Карлос Гомес — инспектор Родригес (3 эпизода)
- Дженнифер Родс — Пенни Холливелл (1 эпизод)
- Финола Хьюз — Пэтти Холливелл (1 эпизод)
- Билли Драго — демон Барбас (1 эпизод)
- Эрик Скотт Вудс — Джереми Бернс (1 эпизод)
- Виктор Браун — Клей Мунис (1 эпизод)
- Майкл Уэзерли — Брендон Роу (1 эпизод)
- Джон Чо — Марк Чао (1 эпизод)
- Бренда Бакки — Шэрон (1 эпизод)
- Дэвид Кэррадайн — демон Темпус (1 эпизод)

## Эпизоды
| № общий | № в сезоне | Название                                                                  | Режиссёр          | Автор сценария                                          | Дата премьеры   | Произв. код | Зрители в США (млн) |
| --- | ---------- | ------------------------------------------------------------------------- | ----------------- | ------------------------------------------------------- | --------------- | ----------- | ------------------- |
| 1 | 1          | «Something Wicca This Way Comes» «Что-то магическое грядёт…»              | Джон Т. Кретчмер  | Констанс М. Бёрдж                                       | 7 октября 1998  | 1498704     | 7.7                 |
| Сан-Франциско. Три совершенно непохожих друг на друга сестры возвращаются в дом детства. Они жили здесь в детстве с бабушкой и мамой, однако после смерти бабушки разъехались. Сёстры вновь собрались в семейном особняке, что и привело к обретению магических сил. Старшая Прю — мудра, целеустремлённа, обладает деловой хваткой, для сестёр, рано потерявших мать, а затем и бабушку, стала опорой в жизни. Пайпер — средняя Холливелл, добра, простодушна, всё время выступает в роли миротворца, пытаясь примирить своенравную Прю и взбалмошную Фиби. Именно младшая сестра, вернувшаяся из Нью-Йорка, находит на чердаке старинную «Книгу Таинств» и с её помощью пробуждает в себе и сёстрах волшебные силы. Теперь Прю, Пайпер и Фиби Холливелл должны держаться вместе, чтобы сражаться с тёмными силами сверхъестественного мира, которые не заставляют себя ждать. Новоиспечённые ведьмы узнают о серийном убийце, охотнике на ведьм. Им оказывается друг Пайпер, которая успевает спастись от смерти, использовав свой дар — способность останавливать время. При помощи Книги Таинств и Силы Трёх сёстры уничтожают колдуна, впервые проведя магический ритуал и произнеся заклинание. |            |                                                                           |                   |                                                         |                 |             |                     |
| 2 | 2          | «I've Got You Under My Skin» «Ветхая молодость»                           | Джон Т. Кретчмер  | Брэд Керн                                               | 14 октября 1998 | 4398001     | N/A                 |
| Сёстры пытаются держать магические силы под контролем. Это особенно сильно оспаривает Фиби, которая не может сопротивляться видениям будущего. Прю возобновляет отношения с Энди, в которого была влюблена ещё в школе, получает престижную работу в Аукционном доме Баклэнд и всеми силами старается сохранить свой секрет. Пайпер мучается сомнениями — она боится зайти в церковь, опасаясь кары небес. В это время Энди Трюдо и Дерил Морис расследуют серию бесследного исчезновения женщин. Детективам неведомо, что они охотятся на демона, который похищает женщин и питается их красотой и молодостью, продлевая собственную. Возле церкви Пайпер встречает знакомую — Бритни и недоумевает, каким образом из молодой девушки она превратилась в старушку. Симпатичный парень по имени Стефан предлагает Фиби провести фотосессию и приглашает к себе в студию. Видение, посетившее Фиби, предупреждает её, что Стефан на самом деле Джавна — могущественный демон, забирающий жизнь и молодость, чтобы продлить свою вечность и красоту, но слишком поздно… Прю и Пайпер, успевают спасти сестру, прочитав заклинание из Книги Таинств. Им с трудом удаётся объяснить, как они оказались в логове убийцы, прибывшим Энди Трюдо и Дерилу Морису. Фиби получает хороший урок — выигрышные цифры лото, пришедшие к девушке в видении, исчезают с билета, ещё раз подтвердив негласный закон для ведьм — нельзя использовать магию в корыстных целях. |            |                                                                           |                   |                                                         |                 |             |                     |
| 3 | 3          | «Thank You for Not Morphing» «Возвращение блудного папы…»                 | Эллен Прессман    | Крис Левинсон и Зак Эстрин                              | 21 октября 1998 | 4398003     | N/A                 |
| Только сёстры обнаружили новые силы, как давно потерянный отец вошёл в их жизнь. Пайпер и Фиби никогда действительно не знали Виктора и испытывали недостачу отцовского внимания, но Прю хорошо помнила детство и не могла простить отца за то, что он покинул своих детей. Ей кажется подозрительным, почему Виктор, не дававший о себе знать много лет, объявился в тот момент, когда сёстры стали Зачарованными. У Прю закралось подозрение, что отец вернулся, чтобы украсть Книгу Таинств, обнаруженную Фиби на чердаке. Но не всё было так просто. Отец действительно был против того, чтобы дочери стали колдуньями (зная, кто повинен в смерти их матери), но не желал им зла. Книгу Таинств на самом деле пытались выкрасть демоны-перевёртыши, способные принимать облик любого человека или животного. Приняв личину Виктора, один из демонов пытался войти в доверие сначала к Фиби, потом и к остальным сёстрам. Проницательность Прю помогла распознать настоящего отца и уничтожить демонов-перевёртышей. На следующий день Виктор Беннет снова исчез из жизни дочерей, прислав им записку с видеокассетой, на которой было запечатлено счастливое детство Прю, Пайпер и Фиби, когда их родители жили вместе, и мама была ещё жива. |            |                                                                           |                   |                                                         |                 |             |                     |
| 4 | 4          | «Dead Man Dating» «Свидание с мертвецом»                                  | Ричард Комптон    | Хавьер Грильо-Марксуа                                   | 28 октября 1998 | 4398005     | N/A                 |
| Прю пытается избежать празднования Дня Рождения, раздумывает над отношениями с Энди и над тем, стоит ли принимать его приглашение — отпраздновать именины вдвоём. Фиби устраивается на работу в престижный отель гадалкой, чтобы оплатить подарок для сестры — готовит сюрприз для Прю вместе с Пайпер. Сила предвидения помогла девушке сохранить человеку жизнь, и Фиби испытала радость и гордость за подаренную ей возможность помогать людям. Тем временем Прю повергло глубокое разочарование, когда она увидела Энди Трюдо в компании с бывшей женой, о существовании которой девушка даже и не подозревала. Пайпер, навестив Фиби, отчитала её за неосмотрительность — она считала, что сестра поступила неосторожно, выдав себя за гадалку. В отеле Пайпер встретила призрак молодого парня по имени Марк, которого жестокого убили в День Рождения и сожгли труп, чтобы имитировать смерть Вонга — члена преступной группировки. По китайской легенде, если тело умершего в скором времени не похоронят родные, то душу этого человека заберёт Яма — прямиком в ад. Пытаясь помочь Марку, Пайпер попадает в ловушку — её похищает Вонг и пытается убить. Вовремя появившиеся Прю и Фиби спасают жизнь сестры. Душу Вонга забирает Яма, Марк отправляется в рай, встретив отца. Он сожалеет лишь, что не принимал слова матери всерьёз, не ценил её заботу и о том, что встретил Пайпер слишком поздно. Фиби и Пайпер всё же устраивают вечеринку для Прю. В числе приглашённых оказывается и Энди Трюдо, которого Прю решает простить за оплошность. В конце концов, как она может обвинять его в хранении секретов, когда у самой есть страшная тайна, в которую не готова посвятить даже возлюбленного. |            |                                                                           |                   |                                                         |                 |             |                     |
| 5 | 5          | «Dream Sorcerer» «Повелитель снов»                                        | Ник Марк          | Констанс М. Бёрдж                                       | 4 ноября 1998   | 4398002     | N/A                 |
| В клубе на Прю обращает внимание одинокий мужчина и весь вечер не сводит с неё глаз. Под конец, он передаёт с официанткой по имени Скай бокал вина для Прю. Отказавшись от знака внимания, Прю даже и не подозревала, что подвергла свою жизнь опасности. Вечером того же дня, во сне к Скай приходит таинственный незнакомец из клуба и убивает её. Энди Трюдо, вызванный на место происшествия недоумевает, как девушка, найденная мёртвой в собственной постели могла погибнуть, от кровоизлияния и множественных переломов, вызванных падением с высоты небоскрёба. Фиби уговаривает Пайпер совершить обряд привлечения мужчины мечты. Произнося заклинание, сёстры не знали, что эффект окажется несколько выходящим за рамки их желаний. Прю во сне преследует незнакомец из клуба и пытается её убить. Очнувшись, девушка обнаруживает на спине кровавые царапины и понимает, что находится в опасности. Второй раз Рик Бёрнар посещает Прю в её рабочем кабинете, когда переутомлённая девушка на мгновение смыкает веки. Прю находилась на волосок от смерти, и только звонок Энди спас ей жизнь. Трюдо искал связь смерти Скай с другими погибшими во сне девушками. Единственной зацепкой в деле стала так называемая «Лаборатория снов», в которой занималась исследованиями погибшая подруга Рика Бёрнара, не так давно попавшего в автомобильную аварию и потерявшего способность передвигаться. Пока Прю боролась с накатившими на неё усталостью и сном, Фиби и Пайпер пытались избавиться от внимания многочисленных поклонников. Прю попадает в аварию по дороге домой, она впадает в кому и оказывается во власти Рика. Энди, подозревая Бёрнара в убийствах, врывается в исследовательскую лабораторию и требует, чтобы его немедленно разбудили. Тем временем Пайпер и Фиби, примчавшись в больницу, подбадривают находящуюся в коме сестру и просят не сдаваться. Услышав голоса сестёр и Энди, Прю крепнет духом и при помощи своей магической силы, сбрасывает Рика с крыши небоскрёба. Он умирает во сне, подобно своим жертвам. В больницу к Прю приходит Энди. Девушка рада его визиту и готова продолжить с ним отношения. |            |                                                                           |                   |                                                         |                 |             |                     |
| 6 | 6          | «The Wedding from Hell» «Адская свадьба»                                  | Ричард Гинти      | Грег Эллиот и Майкл Перрикон                            | 11 ноября 1998  | 4398004     | N/A                 |
| Действие происходит через пять недель после событий первого эпизода. Демоница Геката намерена наводнить мир злом, родив ребёнка от человека. |            |                                                                           |                   |                                                         |                 |             |                     |
| 7 | 7          | «The Fourth Sister» «Четвёртая сестра»                                    | Гилберт Адлер     | Эдит Свенсен                                            | 18 ноября 1998  | 4398006     | N/A                 |
| Злая жрица Кали использует трудного подростка Эвиву, чтобы завладеть силами сестёр. Отношения Прю с Энди разлаживаются, а Пайпер и Фиби, наоборот, заглядываются на их слесаря, Лео. |            |                                                                           |                   |                                                         |                 |             |                     |
| 8 | 8          | «The Truth Is Out There… and It Hurts» «Истина где-то рядом… И это ранит» | Джеймс А. Контнер | Зак Эстрин и Крис Левинсон                              | 25 ноября 1998  | 4398007     | N/A                 |
| Трёхглазый колдун убивает людей, которые в будущем создадут вакцину против него. Прю с помощью заклинания правды пытается узнать, как Энди отнесётся к её способностям. |            |                                                                           |                   |                                                         |                 |             |                     |
| 9 | 9          | «The Witch Is Back» «Ведьма вернулась»                                    | Ричард Денолт     | Шерил Дж. Андерсон                                      | 16 декабря 1998 | 4398008     | N/A                 |
| Трёхсотлетний колдун, вырвавшись из заточения, пытается завладеть силами сестёр — и они воскрешают прародительницу своего рода, которая и заточила когда-то колдуна. |            |                                                                           |                   |                                                         |                 |             |                     |
| 10 | 10         | «Wicca Envy» «Колдовская зависть»                                         | Мэл Дэмски        | Брэд Керн и Шерил Дж. Андерсон                          | 13 января 1999  | 4398009     | N/A                 |
| Начальник Прю и его первая помощница оказываются колдуном и ведьмой и пытаются заполучить Силу Трёх. Лео уезжает, но говорит Пайпер, что обязательно вернётся. |            |                                                                           |                   |                                                         |                 |             |                     |
| 11 | 11         | «Feats of Clay» «Подвиги Клэя»                                            | Кевин Инч         | Майкл Перрикон, Грег Эллиот, Крис Левинсон и Зак Эстрин | 20 января 1999  | 4398010     | N/A                 |
| Бывший парень Фиби подбрасывает сёстрам проклятую египетскую урну… |            |                                                                           |                   |                                                         |                 |             |                     |
| 12 | 12         | «The Wendigo» «Вендиго»                                                   | Джеймс Л. Конуэй  | Эдит Светсен                                            | 3 февраля 1999  | 4398011     | N/A                 |
| Ночью в парке на Пайпер нападает Вендиго. Ей удаётся выжить, но вскоре она сама начинает превращаться в оборотня. Прю принимает Фиби к себе на работу, и, с помощью своего дара, Фиби помогает давно похищенной девочке Тэри Лейн встретиться с её матерью. |            |                                                                           |                   |                                                         |                 |             |                     |
| 13 | 13         | «From Fear to Eternity» «От страха к вечности»                            | Лес Шелдон        | Тони Блейк и Пол Джексон                                | 10 февраля 1999 | 4398012     | N/A                 |
| Демон Барбас, чтобы наполнить мир страхом, должен запугать до смерти 13 незамужних ведьм. Тем временем, Пайпер встречает красивого незнакомца, но боится отношений, начавшихся в пятницу тринадцатого. |            |                                                                           |                   |                                                         |                 |             |                     |
| 14 | 14         | «Secrets and Guys» «Помогите Максу»                                       | Джеймс А. Контнер | Констанс М. Бёрдж и Шерил Дж. Андерсон                  | 17 февраля 1999 | 4398013     | N/A                 |
| Два преступника похищают молодого доброго колдуна, чтобы с помощью его силы ограбить банк. Тем временем, возвращается Лео и случайно раскрывает свою тайну Фиби. Он ангел-хранитель добрых ведьм, но ему нельзя влюбляться в своих подопечных, поэтому Лео просит Фиби не раскрывать его секрет. |            |                                                                           |                   |                                                         |                 |             |                     |
| 15 | 15         | «Is There a Woogy in the House?» «Есть ли Вуги в доме?»                   | Джон Т. Кретчмер  | Зак Эстрин и Крис Левинсон                              | 24 февраля 1999 | 4398014     | N/A                 |
| Землетрясение выпускает на свободу древнего демона, который обращает Фиби на тёмную сторону и направляет против её сестёр. Как раз в это время, Прю приглашает на ужин важного клиента аукционного дома. Сёстры должны придумать, как спасти Фиби и не раскрыть свою тайну. |            |                                                                           |                   |                                                         |                 |             |                     |
| 16 | 16         | «Which Prue Is It, Anyway?» «Которая Прю у телефона?»                     | Джон Беринг       | Хавьер Грильо-Марксуа                                   | 3 марта 1999    | 4398015     | N/A                 |
| Лорд Войны Гэбриэл пытается убить Прю, дабы вернуть себе былые силы. Фиби, увидевшая видение со смертью Прю, советует ей прочитать заклинание увеличения сил втрое. |            |                                                                           |                   |                                                         |                 |             |                     |
| 17 | 17         | «That '70's Episode» «Забытая сделка»                                     | Ричард Денолт     | Шерил Дж. Андерсон                                      | 7 апреля 1999   | 4398016     | N/A                 |
| Демон Николас оказывается невосприимчивым к магии Зачарованных. Всё дело в сделке, заключённой их матерью 24 года назад, чтобы спасти их. Сёстры отправляются в прошлое и меняют ход истории, отняв у демона защитное кольцо. |            |                                                                           |                   |                                                         |                 |             |                     |
| 18 | 18         | «When Bad Warlocks Go Good» «Когда зло становится добром»                 | Кевин Инч         | Эдит Свенсен                                            | 28 апреля 1999  | 4398017     | N/A                 |
| Сёстры помогают молодому колдуну избавиться от братьев, которые намерены вернуть его на сторону зла. |            |                                                                           |                   |                                                         |                 |             |                     |
| 19 | 19         | «Out of Sight» «Вне поля зрения»                                          | Крэйг Зиск        | Тони Блейк и Пол Джексон                                | 5 мая 1999      | 4398018     | N/A                 |
| Злые гримлоки ослепляют детей, чтобы видеть ауру праведников, которой они питаются. Сёстры пытаются найти их логово, но использование магической силы замечает репортёр, следящий за Прю. Вдобавок, Энди также узнаёт тайну сестёр. |            |                                                                           |                   |                                                         |                 |             |                     |
| 20 | 20         | «The Power of Two» «Сила двух»                                            | Элоди Кин         | Брэд Керн                                               | 12 мая 1999     | 4398019     | N/A                 |
| Призрак Алькатраса, оказавшись на свободе, начинает убивать всех, кто был причастен к его казни. Уехавшая на Гавайи Пайпер оставляет сестёр один на один с духом убийцы. Чтобы изгнать призрака, одна из ведьм должна умереть. |            |                                                                           |                   |                                                         |                 |             |                     |
| 21 | 21         | «Love Hurts» «Любовь зла»                                                 | Джеймс Уитмор мл. | Крис Левинсон, Зак Эстрин и Хавьер Грильо-Марксуа       | 19 мая 1999     | 4398020     | N/A                 |
| Сёстры помогают будущей хранительнице спастись от влюблённого в неё демона. Лео ранен отравленной стрелой, и Пайпер, чтобы помочь ему, читает заклинание обмена силами, но оно также действует и на Прю с Фиби. Сёстры с трудом справляются с необычными для них силами, а ради сохранения тайны Прю Энди бросает работу. |            |                                                                           |                   |                                                         |                 |             |                     |
| 22 | 22         | «Déjà Vu All Over Again» «Дежавю снова и снова»                           | Лес Шелдон        | Брэд Керн и Констанс М. Бёрдж                           | 26 мая 1999     | 4398021     | 5.6                 |
| Посланник тёмных сил, скрывающийся под личиной инспектора, должен убить Зачарованных. В помощь ему был послан демон Темпус, готовый поворачивать время вспять каждый раз, когда «инспектор» потерпит неудачу. Пока они размышляют над планом, у Фиби появляется видение, в котором какой-то демон убивает Энди. Убийца настигает Зачарованных снова и снова, пока те не разрывают временную петлю, созданную Темпусом, и не спасают свои жизни. Но сестёр, к сожалению, ждёт ужасная правда: во время последнего сражения посланник тьмы убивает Энди, и вернуть погибшего уже невозможно. |            |                                                                           |                   |                                                         |                 |             |                     |

## Выход на DVD
Впервые был выпущен в 2005 году без каких-либо бонусов и в фиолетовой обложке. Существует также ограниченное коллекционное издание с колодой карт Таро в красной обложке. Переиздан, как часть полного собрания восьми сезонов в 2006 году. Несмотря на то, что пилотная серия относится к первому сезону, она была выпущена, как дополнение, лишь с восьмым сезоном.
В России первый сезон вышел на лицензии лишь в начале 2012 года. Дистрибьютором сериала выступила компания «Флагман-Трейд». Сезон разделён на два диска по 11 серий в каждом. Издания не имеют английскую дорожку, субтитры и дополнения. Присутствует лишь русская дорожка Dolby Digital 2.0.